# Kanton Douai-Nord
Kanton Douai-Nord (francouzsky Canton de Douai-Nord) je francouzský kanton v departementu Nord v regionu Nord-Pas-de-Calais. Tvoří ho šest obcí.

## Obce kantonu
- Anhiers
- Douai (severní část)
- Flines-lez-Raches
- Lallaing
- Sin-le-Noble
- Waziers